# Relais 4 × 400 mètres féminin aux Jeux olympiques d'été de 1988
Pour un article plus général, voir Athlétisme aux Jeux olympiques d'été de 1988.
Navigation
Los Angeles 1984 Barcelone 1992
L'épreuve du relais 4 × 400 mètres féminin aux Jeux olympiques de 1988 s'est déroulée du 30 septembre au 1er octobre 1988 au Stade olympique de Séoul, en Corée du Sud. Elle est remportée par l'équipe d'URSS (Tatyana Ledovskaya, Olga Nazarova, Mariya Pinigina et Olga Bryzgina) qui établit un nouveau record du monde en 3 min 15 s 17.

## Résultats

### Finale
| Rang               | Athlète              | Pays                                                                       | Temps         | Notes |
| ------------------ | -------------------- | -------------------------------------------------------------------------- | ------------- | ----- |
| Médaille d'or      | Union soviétique     | Tatyana Ledovskaya Olga Nazarova Mariya Pinigina Olga Bryzgina             | 3 min 15 s 17 | WR    |
| Médaille d'argent  | États-Unis           | Denean Howard Diane Dixon Valerie Brisco-Hooks Florence Griffith-Joyner    | 3 min 15 s 51 |       |
| Médaille de bronze | Allemagne de l'Est   | Dagmar Neubauer Kirsten Emmelmann Sabine Busch Petra Müller                | 3 min 18 s 29 |       |
| 4                  | Allemagne de l'Ouest | Ute Thimm Helga Arendt Andrea Thomas Gudrun Abt                            | 3 min 22 s 49 |       |
| 5                  | Jamaïque             | Sandie Richards Andrea Thomas Cathy Rattray-Williams Sharon Powell         | 3 min 23 s 13 |       |
| 6                  | Royaume-Uni          | Linda Keough Jennifer Stoute Angela Piggford Sally Gunnell                 | 3 min 26 s 89 |       |
| 7                  | France               | Fabienne Ficher Nathalie Simon Nadine Debois Évelyne Elien                 | 3 min 29 s 37 |       |
| —                  | Canada               | Charmaine Crooks Molly Killingbeck Marita Payne-Wiggins Jillian Richardson | DNF           |       |

## Légende
Records et Performances
- AR : Record continental (area record)
- CR : Record des championnats (championship record)
- MR : Record du meeting (meet record)
- NR : Record national (national record)
- OR : Record olympique (olympic record)
- PR : Record paralympique (paralympic record)
- PB : Record personnel (personal best)
- SB : Meilleure performance personnelle de la saison (season's best)
- WL : Meilleure performance mondiale de l'année (world leader)
- WJR : Record du monde junior (world junior record)
- WR : Record du monde (world record)

Circonstances et Conditions
- DNF : N'a pas terminé (did not finish)
- DNS : N'a pas pris le départ (did not start)
- DQ : Disqualification (disqualification)
- NM : Aucun essai valable enregistré (No Mark)
- Q : Qualifié « directement » au prochain tour (ou à la prochaine compétition), lors d'une compétition majeure, grâce au classement ou à la réalisation des minima (automatic qualifier)
- q : Qualifié au prochain tour (ou à la prochaine compétition), lors d'une compétition majeure, grâce au repêchage ou à la réalisation de l'une des meilleures performances parmi celles des « non qualifiés directement » (grâce au meilleur temps ou à la meilleure distance par exemple) (secondary qualifier)